# Robert Watson (Informatiker)

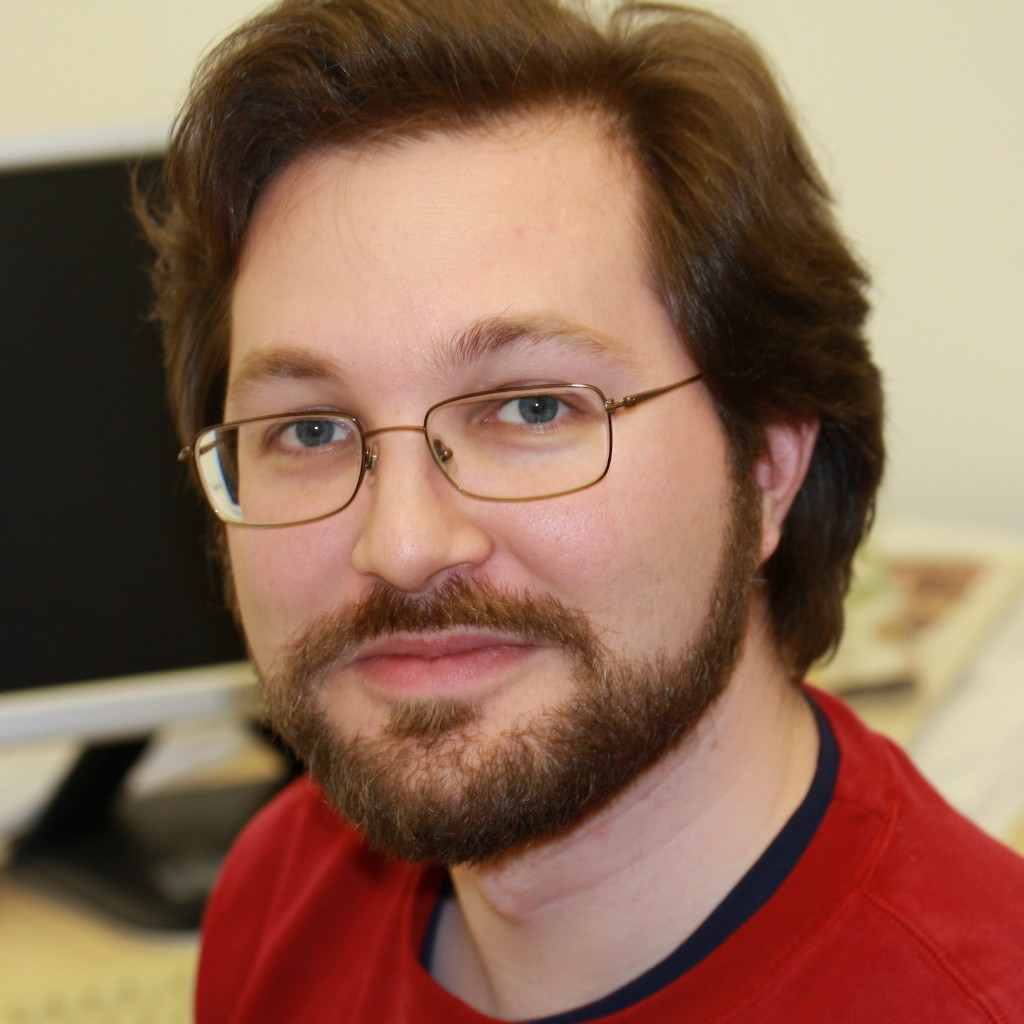
Robert Watson, 2008

Robert Nicholas Maxwell Watson (* 3. Mai 1977, Harrow, London) ist ein Entwickler von FreeBSD und Gründer des TrustedBSD Projekts. Zurzeit ist er in der Arbeitsgruppe Sicherheit (Security Research Group) des Instituts für Informatik (Computer Laboratory) der Universität Cambridge als Dozent für Systeme, Sicherheit und Architektur beschäftigt.

## Leben
Watson erlangte einen akademischen Grad in Informatik von der Carnegie Mellon University und erhielt einen Ph.D. in Computersicherheit von der Universität Cambridge. Sein Betreuer war Ross J. Anderson und seine Arbeit wurde von Google gesponsert. Er arbeitete nicht nur in Cambridge, sondern auch beim National Institutes of Health, an der Carnegie Mellon Universität, bei Trusted Information Systems, Network Associates, McAfee und SPARTA.

## Forschung
Seine Arbeiten werden u. a. unterstützt von DARPA, Apple Computer, Google, der United States Navy und anderen US-Behörden. Sein Forschungsinteresse gilt hauptsächlich der Netzwerk- und Betriebssystemsicherheit. Unter seinen Beiträgen zu Open-Source-Software sind besonders die Entwicklung des auf mehrere Threads und Prozessoren ausgelegten Netzwerk-Stacks von FreeBSD, das TrustedBSD-Projekt, OpenBSM und Capsicum hervorzuheben. Seine schriftlichen Arbeiten werden in Foren wie dem ACM's Queue Magazine, der USENIX Annual Technical Conference, BSDCons und einem Slashdot-Interview erwähnt. Er war zudem von 2000 bis 2012 ein FreeBSD Core Team-Mitglied.